# Peter Rennert
Peter Rennert (n, 26 de diciembre de 1958 en Great Neck, Estados Unidos) es un jugador de tenis estadounidense. En su carrera ha conquistado 2 torneos ATP y su mejor posición en el ranking de individuales fue Nº45 en marzo de 1980 y en el de dobles fue Nº11 en mayo de 1983.